# Service de vacances de la Confédération des syndicats libres allemands
Le service des vacances de la FDGB est une institution de la Confédération des syndicats libres allemands (FDGB) en RDA. Destiné aux personnes occupant un emploi, il offre la possibilité de passer des vacances subventionnées par l'État dans le pays. Le service est créé en 1947.

## Histoire

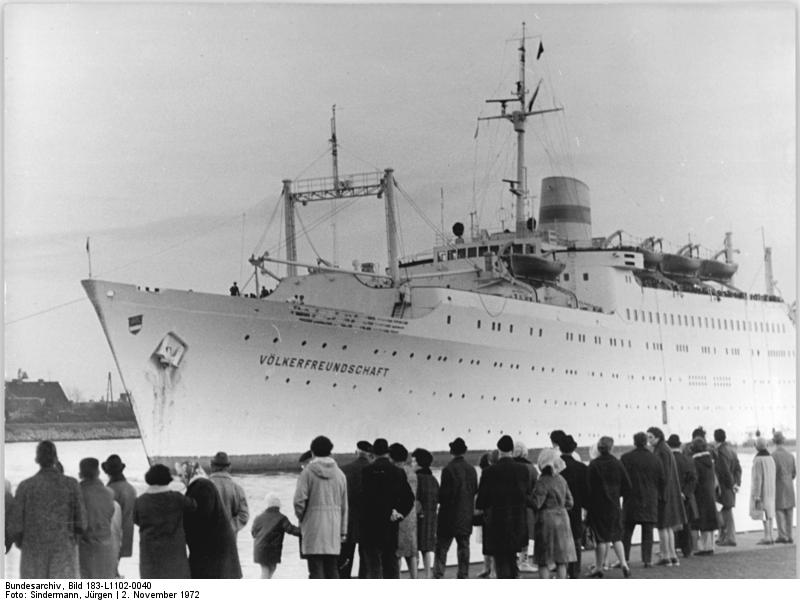
Le Völkerfreundschaft, bateau de croisière des FDGB.

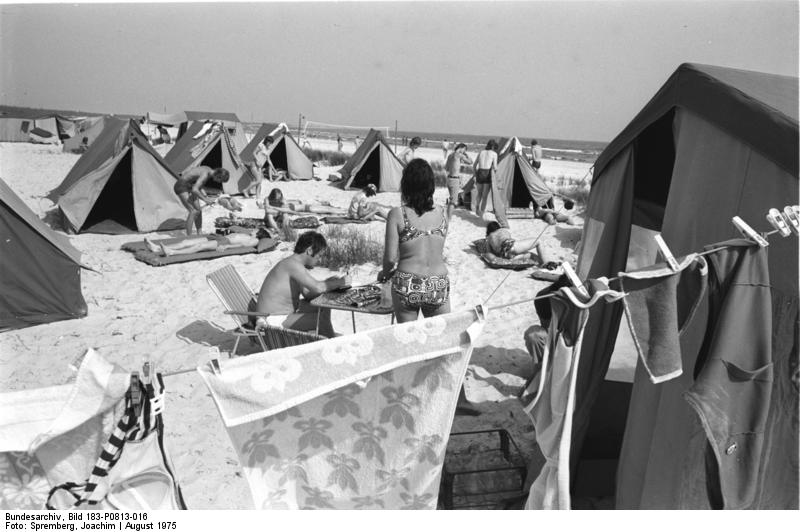
Camping à Prerow sur la mer Baltique, vers 1975

Déjà à l'époque du national-socialisme, l'État organise des congés de convalescence. C'est le rôle de la KdF. Avant cela, lors de la République de Weimar, des syndicats organisent des voyages pour la population. Le tourisme en RDA se développe selon les objectifs définis par le Parti socialiste unifié d'Allemagne (SED). Il s'inspire du modèle soviétique.
La constitution de la RDA prévoit des congés payés annuels. La durée du congé annuel est au minimum de deux semaines et peut atteindre trois à quatre semaines pour les travailleurs effectuant des travaux pénibles, les apprentis, les victimes du nazisme, etc. Les mérites et profits dus aux employés sont récompensés par des vacances. Cependant, les règles peuvent être contraignantes pour les employés. Par exemple, dans les premières années du service, les vacances en familles avec des enfants sont interdites. Le service de vacances reste limité jusqu'en 1977.
Par conséquent, il est probable que l'accès limité aux vacances soit un choix économique fait par l'institution. L'augmentation de l'offre de voyages est financièrement impossible car il y a trop de demandes.

## Confédération des syndicats libres allemands.
« L'action rose » est un organisme étatique créé au printemps 1953, dont le but est de développer les lieux de vacances pour devenir un service de masse. Il saisit à cet effet des terrains proches de la Mer Baltique. 
La Confédération des syndicats libres Allemands (FDGB) n'a pas pour mission de représenter financièrement et socialement les intérêts de ses membres dans le système de la RDA, mais il est une organisation de masse avec une adhésion obligatoire.
Le service de vacances du FDGB est l'une des agences de voyages de la RDA. Il travaille avec des entreprises et des camping de l'État. En 1984, les entreprises offraient 413 000 places de vacances, le service du FDGB 135 900. 
Le financement de l'institution provient du fonds du syndicat constitué par les cotisations des adhérents, de la faible participation financière demandée aux vacanciers ainsi que du budget de l'État. 
Le service de vacances FDGB est un outil qui a pour but de stabiliser la situation politique. Le service propose aux citoyens de se reposer tout en renforçant leur conviction dans l'édification du socialisme et leur loyauté envers l'État. 
L'État est cependant soupçonné d'avoir causé volontairement une pénurie des congés payés. Ces accusations contre le  parti SED suscitent de nombreuses pétitions : les citoyens veulent profiter effectivement de leurs congés payés et dénoncent une « dictature des frontières ». Le citoyen souhaite être libre de sortir hors de la RDA.

## Destinations touristiques
Les lieux de prédilection des vacanciers sont la côte de mer Baltique, les Monts Métallifères, le Vogtland, la forêt de Thuringe, les montagnes de l'Elbe et le Harz. Les chèques de vacances sont donnés par les entreprises. Le service de vacances exploite les navires de vacances MS Arkona, Fritz Heckert et MS Völkerfreundschaft.
La demande pour les voyages de vacances est grande. Cela s'explique par la modernisation de la société. Les citoyens de la RDA ont accès au monde extérieur grâce aux médias (télévision, radio, journaux). Ils sont donc nombreux à souhaiter alors voyager.
Les vacances luxueuses sont  relativement rares. Il est cependant possible de séjourner dans des hôtels de luxe tel que l'hôtel Neptun à Warnemünde ainsi que dans les Interhotels.  Les voyageurs aisés voyagent à bord de bateaux de croisière. Toutefois, les places à bord des trois navires de croisière sont très limitées : en 1962 16 500 personnes, en 1969 4 000 et en 1989 9300. Par ailleurs, la crise des devises réduit notablement le nombre de touristes fortunés.